# Mathias Rahbek
 Ikke at forveksle med Matthias Rahbek.
Mathias Rahbek (8. maj 1840 på Hastrup Mølle i Thyregod Sogn – 11. september 1910 i Viborg) var en dansk industridrivende.

## Militær karriere
Han var søn af møller og proprietær, senere til Farre Mølle, Jakob Peter Rahbek (1812-1864) og Christine født Nielsen (1806-1888). Rahbek blev sekondløjtnant 1861, stod ved 5. Dragonregiment i Randers og deltog i den 2. Slesvigske Krig 1864. 1867 blev han premierløjtnant og forrettede tjeneste ved Ride- og Beslagskolen. På grund af svigtende helbred virkede Rahbek som intendant 1868-78 og blev karakteriseret ritmester 1887.

## Industridrivende
Mathias Rahbek begyndte tidligt at interessere sig for industri sideløbende med sin militære virksomhed. Han undersøgte muligheden for udnyttelse af okkerlaget ved Silkeborg og blev deltager i og forretningsfører for et kalkværk i Aarhus, som 1875 ydermere erhvervede et tørveværk i Økær Mose under Bakkegården i Sparkær ved Viborg. 1879 blev Rahbek eneejer og tog året efter fast ophold på den tilhørende gård. 1906 blev han landvæsenskommissær.
Rahbeks interesse var ikke kun økonomisk: Hos sognepræsten Hans Sveistrups i Nørup havde han opbygget et patriotisk sindelag, og hans interesse gik - ikke upåvirket af den katastrofale krig i 1864 - i retning af at hjælpe med at gøre landet selvforsynende. Rahbek opfandt en tørvemaskine, som fandt stor udbredelse, og som også fik udbredelse i udlandet. Hans indsats var medvirkende til at gøre den industrielle udnyttelse af moserne rentabel efter en række år med tab inden for erhvervet, men også Rahbek havde dog også måttet yde sit for at få virksomheden levedygtig. I 1890'erne afhændede han virksomheden til et aktieselskabet Økær Mosebrug.

## Tillidshverv
Han var i 1901 medstifter af Moseindustriforeningen, som 1906 blev efterfulgt af Moseselskabet. Han blev selv sekretær og redaktør i foreningen, og via foreningsbladene Meddelelser fra Moseindustri-Foreningen (1901-05) og Mosebladet (1906-08) oplyste han om erhvervet. I 1895 havde Rahbek tilstræbt et samarbejde med Hedeselskabet, som mislykkedes. I 1901 lykkedes det dog, og 1910 blev Moseselskabet en særlig afdeling under Hedeselskabet med Rahbek som leder. Han døde samme år.
Rahbek sympatiserede med Højre og stillede forgæves op til folketingsvalget i Løvelkredsen 1887 og atter i Viborgkredsen 1898.

## Ægteskab
Rahbek ægtede 27. april 1869 i Herslev Kirke, Brusk Herred, Johanne Cordelia Jensen (27. oktober 1844 i Fausing - 8. juli 1923 i Lem ved Randers), datter af sognepræst, sidst i Herslev, Ove Christian Jensen (1813-1884, gift 2. gang 1847 med Theresia Robl, 1815-1910) og Clara Nathalia Bay (1821-1845).
Han er begravet i Viborg, hvor gravstenens relief er udført af Ludvig Brandstrup.
Rahbek er gengivet i et portrætmaleri af Sophus Jürgensen 1902. Fotografi med sin tilkommende hustru 1866 af J.L. Ussing (Det Kongelige Bibliotek).